# ヴラド・キリケシュ
ヴラド・キリケシュ（Vlad Chiricheș、1989年11月14日 - ）は、ルーマニア・バカウ出身のサッカー選手。セリエA・USクレモネーゼ所属。ポジションはディフェンダー。

## 経歴

### ユース
地元のLPSバカウでキャリアをスタートさせ、ミッドフィールダーやストライカーとしてプレーしていた。2004年にアルデアルル・クルジュに移籍し、ミハイ・ラドゥツ、アレクサンドル・マキシムとともにプレーする。その後、2007年にポルトガルのSLベンフィカに移籍。

### インテルナツィオナルとパンドゥリ
ポルトガルで1年を過ごした後に帰国し、インテルナツィオナル・クルテア・デ・アルジェシュに加入。クラブのリーガI昇格に貢献した。しかし2010年にクラブが消滅したため、チームメイトとともにCSパンドゥリイ・トゥルグ・ジウに移籍。
このときキリケシュはFCステアウア・ブカレストとの契約に近づいていたが、当時ステアウアの監督であったヴィクトル・ピツルカが難色を示したため、この時点ではステアウアへの移籍は実現しなかった。

### ステアウア・ブカレスト
その1年後、ステアウアへの移籍で合意し、冬に加入することが決定した。保有権の25%は引き続きパンドゥリイが有する。
2012年10月25日、ヨーロッパ・リーググループリーグのモルデFK戦において、ペナルティスポット至近でオーバーヘッドシュートを決めて2-0の勝利に貢献した。また、2013年2月21日の対アヤックス2ndレグではロングレンジからのシュートを決めて1stレグでの敗戦を帳消しにし、PK戦で勝利を収めた。ラウンド16では前年度UEFAチャンピオンズリーグ王者のチェルシーFCと対戦。スタンフォード・ブリッジでの2ndレグでキリケシュは前半終了直前に同点ゴールを決めるが、後半に2点を奪われて逆転敗退した。

### トッテナム・ホットスパー
2013年8月6日、ステアウアはパンドゥリイに50万ユーロを支払って残りの25%の保有権も獲得した。2013年8月24日、ステアウアはクラブ記録となる950万ユーロの移籍金でトッテナム・ホットスパーFCとの取引に合意し、30日に移籍が完了した。

## 代表歴
2011年9月2日、UEFA EURO 2012予選のルクセンブルク戦でA代表デビューした。2013年8月14日、1-1で引き分けたスロバキア代表との国際親善試合でキリケシュは主将に任命された。ルーマニア主将としての公式戦デビューは3-0で勝利を収めた2013年9月6日の2014 FIFAワールドカップ・ヨーロッパ予選のハンガリー戦である。

## 所属クラブ
- インテルナツィオナル・クルテア・デ・アルジェシュ　2008-2010
- CSパンドゥリイ・トゥルグ・ジウ　2010-2012
- FCステアウア・ブカレスト　2012-2013
- トッテナム・ホットスパーFC　2013-2015
- SSCナポリ　2015-2020
  -  USサッスオーロ・カルチョ　2019-2020 (loan)
- USサッスオーロ・カルチョ　2020-2022
- USクレモネーゼ 2022-